# Pierre Pelot

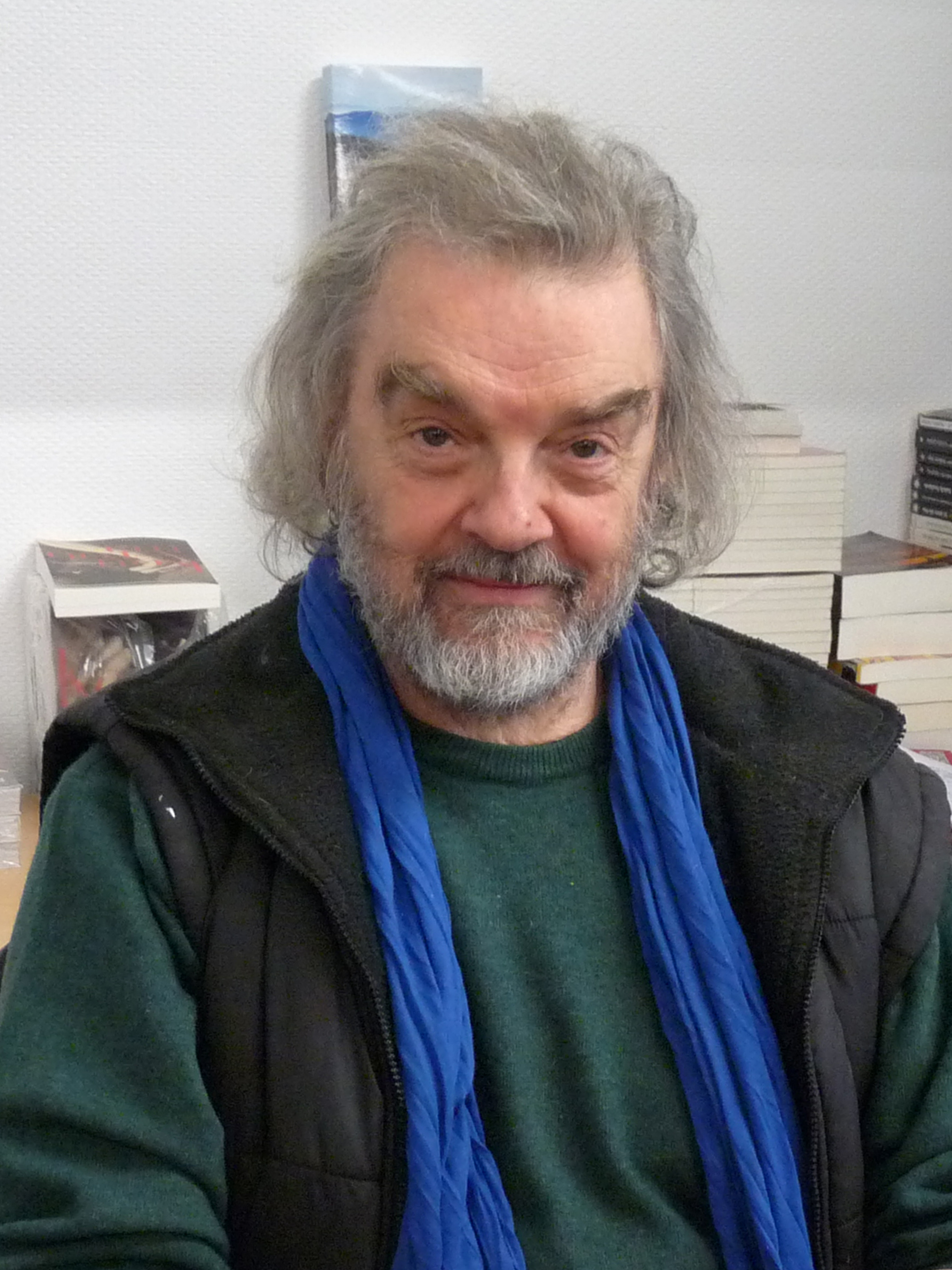
Pierre Pelot im Jahr 2011

Pierre Pelot (* 13. November 1945 in Saint-Maurice-sur-Moselle, Vogesen, Frankreich als Pierre Grosdemange) ist ein französischer Science-Fiction-Autor.

## Werk
Pelots schriftstellerische Karriere begann mit Western. Sein erster Roman La piste du Dakota spielt in den USA nach dem Ende des Bürgerkrieges.
1967 erschuf Pelot den Charakter Dylan Stark. Hieraus entwickelte sich eine Serie, von der das erste Buch (Quatre Hommes pour l’Enfer) ebenfalls im amerikanischen Bürgerkrieg spielt. In diesem Roman ist Dylan Stark ein Soldat der Südstaatenarmee. 
In den 1970ern begann Pelot auch Horror und Science-Fiction (hauptsächlich unter dem Pseudonym Pierre Suragne) zu schreiben. Zwischen 1972 und 1980 schrieb Pelot 14 Science-Fiction-Romane und 7 Horrorromane. Sie endeten oftmals ohne ein Happy End und drehten sich um die politischen Themen der Nach-68er-Generation, insbesondere der ökologischen Nachhaltigkeit. Auch Sexualität spielt gelegentlich eine Rolle.
In den 1980ern schrieb Pelot Romane für viele Science-Fiction-Verleger in Frankreich. In nahezu allen Büchern warnte er vor militärisch-industriellen Firmen und turbokapitalistischen Gesellschaften und warb für Umweltschutz und eine soziale Gesellschaft. Seine Werke spielten hauptsächlich in Polizeistaaten, Utopien und Dystopien und hatten bereits verurteilte Rebellen als Hauptcharaktere. Transit (1977), eines seiner bedeutendsten Werke, handelt von einem Experiment, bei dem ein Forscher hypnotisch in ein friedliches Utopia geschickt wird.
Pelots 12 Dystopien erschienen zwischen 1977 and 1990 und gehören zum Zyklus Les Hommes sans Futurs (Menschen ohne Zukunft); darin geht es um verschiedene Menschen, die auf einer Erde leben, die mittlerweile von nicht mehr verstehbaren Mutanten bewohnt wird.
In den 1990ern schrieb Pelot auch Kriminal-Thriller und Abenteuerromane zusätzlich zu weiteren Science-Fiction-Romanen.

## Auszeichnungen
- 1978 Grand Prix de l’Imaginaire für den Roman Delirium circus
- 1978 Prix de la SF de Metz für den Roman Transit
- 1992 Grand Prix de l’Imaginaire für den Jugendroman Le rêve de Lucy
- 2001 Grand Prix de l’Imaginaire, Sonderpreis für Sous le vent du monde

## Bibliografie
Romane
- Les Étoiles Ensevelies (1972)
- Une Autre Terre (1972)
- La Septième Saison (unter dem Pseudonym Pierre Suragne, 1972)
- Mal Iergo le Dernier (unter dem Pseudonym Pierre Suragne, 1972)
- L’Enfant qui Marchait sur le Ciel (unter dem Pseudonym Pierre Suragne, 1972)
- La Nef des Dieux (unter dem Pseudonym Pierre Suragne, 1973)
- Les légendes de Terre (1973)
  - Deutsch: Der Flug zur vierten Galaxis. Boje (Boje-Weltraumabenteuer), 1976, ISBN 3-414-12960-4.
- Mecanic Jungle (unter dem Pseudonym Pierre Suragne, 1973)
- L’Île aux Enragés (1973)
- La Peau de l’Orage (unter dem Pseudonym Pierre Suragne, 1973)
- Duz (unter dem Pseudonym Pierre Suragne, 1973)
- Et puis les Loups Viendront (unter dem Pseudonym Pierre Suragne, 1973)
- Je suis la Brume (unter dem Pseudonym Pierre Suragne, 1974)
- Mais si les Papillons Trichent? (unter dem Pseudonym Pierre Suragne, 1974)
- Le Dieu Truqué (unter dem Pseudonym Pierre Suragne, 1974)
- Ballade pour Presqu’un Homme (unter dem Pseudonym Pierre Suragne, 1974)
- Suicide (unter dem Pseudonym Pierre Suragne, 1974)
- Une Si Profonde Nuit (unter dem Pseudonym Pierre Suragne, 1975)
- Vendredi, Par Exemple (unter dem Pseudonym Pierre Suragne, 1975)
- Brouillards (unter dem Pseudonym Pierre Suragne, 1975)
- Elle Était Une Fois (unter dem Pseudonym Pierre Suragne, 1976)
- Le Septième Vivant (unter dem Pseudonym Pierre Suragne, 1976)
- Les Barreaux de l’Éden (1977)
- Foetus-Party (1977)
- Le Sourire des Crabes (1977)
- La Cité au Bout de l’Espace (unter dem Pseudonym Pierre Suragne, 1977)
- Transit (1977)
- Delirium Circus (1977)
- Canyon Street (1978)
- Le Sommeil du Chien (1978)
- La Rage dans le Troupeau (1979)
- Virgules Téléguidées (unter dem Pseudonym Pierre Suragne, 1980)
- La Guerre Olympique (1980)
  - Deutsch: Der Olympische Krieg. Heyne SF&F #3961, 1983, ISBN 3-453-30892-1.
- Parabellum Tango (1980)
- Le Ciel Bleu d’Irockee (1980)
- Dérapages (unter dem Pseudonym Pierre Suragne, 1980)
- Kid Jesus (1981)
- Les Îles du Vacarme (1981)
- Konnar le Barbant (1981)
- Les Mangeurs d’Argile (1981)
- Les Pieds dans la Tête (1982)
- Nos Armes Sont De Miel (1982)
- Mourir au Hasard (1982)
  - Deutsch: Tod auf Bestellung. Sammlung Luchterhand #451, 1988, ISBN 3-630-61751-4.
- Saison de Rouille (1982)
- Soleils Hurlants (1983)
- La Foudre au Ralenti (1983)
- Le Père de Feu (1984)
- Le Chien Courrait sur l’Autoroute en Criant son Nom (1984)
- Paradis Zéro (1985)
- Le Bruit des Autres (1985)
- Ce Chasseur-Là (1985)
- Les Passagers du Mirage (1985)
- Fou dans la Tête de Nazi Jones (1986)
- Les Conquérants Immobiles (1986)
- Mémoires d’un Épouvantail Blessé au Combat (1986)
- Observation du Virus en Temps de Paix (1986)
- Purgatoire (1986)
- Alabama Un.Neuf.Six.Six (1987)
- Sécession Bis (1987)
- Offensive du Virus sous le Champ de Bataille (1987)
- Aux Chiens Écrasés (1987)
- Le Présent du Fou (1990)
- Les Forains du Bord du Gouffre (1990)
- Le Ciel sous la Pierre (1990)
- Les Faucheurs de Temps (1990)
- La Nuit du Sagittaire (1990)
- Sur la Piste des Rollmops (1990)
- Rollmops Dream (1991)
- Gilbert le Barbant - Le Retour (1991)
- Ultimes Aventures en Territoires Fourbes (1991)
- Le Chant de l’Homme Mort (1995)
- Après le Bout du Monde (1996)
- Messager des Tempêtes Lointaines (1996)
- C’est ainsi que les hommes vivent (2003)
- L’île au trésor (2008)
- La ville où les morts dansent toute leur vie (2013)

Sammlung
- L’assassin de dieu (1998)

Kurzgeschichten
- Le raconteur (1974, als Pierre Suragne)
- Numéro sans filet (1974, als Pierre Suragne)
- Je suis la guerre (1974, als Pierre Suragne)
- L’assassin de dieu (1974, auch als Pierre Suragne)
- Danger, ne lisez pas ! (1975, als Pierre Suragne)
- sables… sables… (1975, als Pierre Suragne)
- iUL (1975, auch als Pierre Suragne)
  - Deutsch: iUL. In: Daniel Fondanèche (Hrsg.): Die gezinkten Karten der Zukunft. Heyne (Heyne Science Fiction & Fantasy #3837), 1981, ISBN 3-453-30740-2.
- Pionniers (1976)
  - Deutsch: Pioniere. Übersetzt von Bernhard Thieme. In: Bernhard Thieme (Hrsg.): Der Planet mit den sieben Masken: Utopische Erzählungen aus Frankreich. Neues Leben (Basar), 1979. Auch als: Pioniere. Übersetzt von Martin Fischer. In: Jörg Weigand (Hrsg.): Sie sind Träume. Heyne (Heyne Science Fiction & Fantasy #3690), 1980, ISBN 3-453-30610-4.
- Razzia de printemps (1977)
- Il y eut, ce soir-là, un orage… (1977)
- Un amour de vacances (avec le clair de lune, les violons, tout le bordel en somme) (1977)
- Nouveaux nés (1977)
- Mauvaise passe (1977)
- Des fragments de cristal (1978)
- Bulle de savon (1978)
- L’amidéal (1978)
- Le test (1978)
- Les premiers jours, on ne sut même pas à quoi ils ressemblaient… (1980)
- Première mort (1981)
- Délit de fuite (1996)
- Le long voyage de Soleil-Fleur et Griffue (1998)
- Danger, ne lisez pas! (1998)
- Les amours de vacances (1998)
- Parole de chat (1999)
- Où vont les histoires qui ne sont pas racontées ? (2000)
- L’amidéal (2016)
- Pour une nuit (2016)